# Мваро (провинция)
Мваро е една от 18-те провинции на Бурунди. Обхваща територия от 840 km2. Столица е едноименният град Мваро. 
Мваро е една от двете провинции, създадени през 1999 г. в рездултат от разделянето на провинция Мурамвия. 

## Общини
Провинция Мваро включва шест общини:
- община Бисоро
- община Гисози
- община Кайокве
- община Ндава
- община Нябиханга
- община Русака